# Kypoetsje
Kypoetsje (Oekraïens: Кипуче) is een stad in het oosten van Oekraïne met ongeveer 7500 inwoners (2013). In 1991 bedroeg het aantal nog 11.400 inwoners. De stad heette van 1938 tot 2016 Artemivsk, van 1923 tot 1938 Artema en van 1910 tot 1923 Katerinovka.
De plaats ligt in het westen van de Oblast Loehansk, in de gemeente Altsjevsk van het Rajon Altsjevsk, ongeveer 6 kilometer ten westen van de plaats Perevalsk en 42 kilometer ten zuidwesten van de stad Loehansk. De rivier "Bila" stroomt langs Kypoetsje.
Kypoetsje werd in 1910 gesticht als vestiging bij een spoorwegstation, het kreeg de naam Katerinovka. In 1923 werd de naam ter ere van de revolutionair Artjom in Artema veranderd. In 1938 kreeg de plaats de status van een nederzetting met stedelijk karakter en werd de naam Artemivsk, in 1962 kreeg het de stadsstatus.
Belangrijkste bedrijfstak is de winning van steenkool.
Sinds de zomer van 2014 staat de stad onder controle van de Volksrepubliek Loegansk.

## Geografie
De plaats ligt op een hoogte van 200-300 meter boven zeeniveau en heeft een gematigd continentaal klimaat, code Dfb volgens de klimaatclassificatie van Köppen. Behalve steenkoolvoorraden zijn er ook zandafzettingen, die worden afgegraven voor gebruik in de bouw. In verband met de lange geschiedenis van steenkoolwinning (sinds 1913) bevinden zich in het landschap een aantal afvalbergen.

## Monumenten

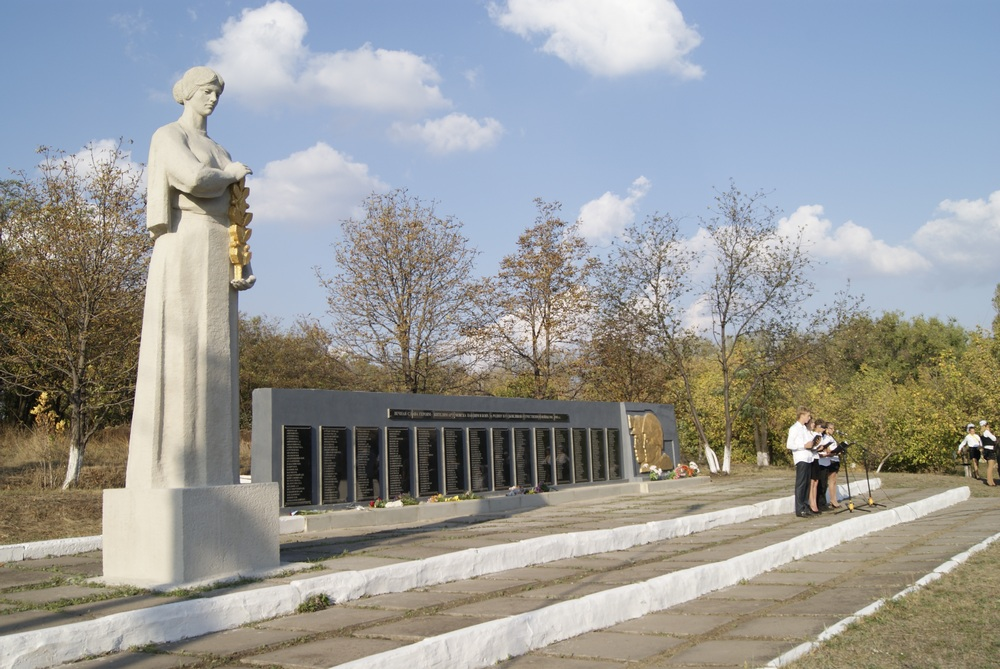
Rouwende moeder, monument WO-II

In de stad zijn een aantal monumenten te vinden.
1. Een standbeeld van de revolutionair Artjom, naar wie de stad is vernoemd
2. Een monument voor de vechters voor de revolutie. Het is een stele van 6,5 meter hoog voor de slachtoffers van veldslagen met de Witte gardisten in de jaren 1917-1919.
3. Een standbeeld en een buste van Vladimir Lenin
4. Een monument ter ere van de mijnbouw
5. Een monument ter herdenking van omgekomen mijnwerkers uit Artemivsk
6. Monument van de rouwende moeder, met 347 namen van slachtoffers uit de Tweede Wereldoorlog. Zowel doden als niet-teruggekeerden van het front.
7. Militaire begraafplaats (WO-II) met graf van de onbekende soldaat
8. Monument voor de plaatselijke slachtoffers van de vijandelijkheden in 2014 en volgende jaren. Dit staat naast het monument van de rouwende moeder. Het bestaat uit een pantservoertuig op een voetstuk van ruwe steen en een grafmonument met Maria-reliëf.